# Ritsuryō
Ritsuryō (律令?), pronuncia [ɾitsɯɾʲoː], è lo storico sistema legislativo basato sulle filosofie del Confucianesimo e del legismo cinese in Giappone. Il sistema politico in accordo con il Ritsuryō è chiamato "Ritsuryō-sei" (律令制). I Kyaku (格) sono emendamenti del Ritsuryō, mentre gli Shiki (式) sono decreti.
Ritsuryō definisce sia un codice penale (律?, Ritsu) che un codice amministrativo (令?, Ryō).
Durante il tardo periodo Asuka (fine VI secolo - 710) e il periodo Nara (710 - 794), la Corte Imperiale di Kyoto, cercando di replicare il rigoroso sistema politico cinese della dinastia Tang, creò e fece applicare alcune raccolte di Ritsuryō. Nel corso dei secoli, il ritsuryō ha prodotto sempre più informazioni che sono state accuratamente archiviate; tuttavia, con il passare del tempo, nel periodo Heian, le istituzioni ritsuryō si sono evolute in un sistema politico e culturale.
Nel 645, le riforme Taika furono i primi segni di attuazione del sistema.
Le principali riformulazioni del Ritsuryō includevano:
- Ōmi-ryō (近江令, 669) - 22 volumi di codice amministrativo, di esistenza contestata
- Asuka-kiyomihara-ryō (飛鳥浄御原令, 689) - 22 volumi di codice amministrativo
- Taihō-ritsuryō (大宝律令, 701) - di grande influenza, 11 volumi di codice amministrativo, 6 volumi di codice penale
- Yōrō-ritsuryō (養老律令, 720, emanato nel 757) - 10 volumi di codice amministrativo, 10 volumi di codice penale, edizione rivista del Taihō-ritsuryō

## Traguardi principali

### Governo e amministrazione
Nella seconda metà del VII secolo venne adottato il sistema Kokugunri (国郡里制?, kokugunri-sei), che divideva le regioni del Giappone in diverse divisioni amministrative.
- Province (国?, kuni, composte da numerosi distretti)
- Distretti (郡?, gun, kōri, compoti da 2–20 quartieri)
- Quartieri (里?, ri, sato, composti da 50 case)

Nel 715 il sistema Gōri (郷里制?, gōri-sei) risultava così composto:
- Province (国?, kuni, composte da numerosi distretti)
- Distretti (郡?, gun, kōri, composti da 2–20 città)
- Città (郷?, gō, composte da 50 abitazioni in totale, e ulteriormente suddivise in due o tre quartieri)
- Quartieri (里?, ri, sato, normalmente costituiti da 10–25 case)

### Centralizzazione dell'autorità
Il sistema ritsuryō stabiliva anche un governo amministrativo centrale, con l'imperatore a capo. Vennero costituiti due dipartimenti:
- Il Jingi-kan (神祇官, Dipartimento religioso), incaricato dei rituali e del clero
- Il Daijō-kan (太政官, Dipartimento di Stato), diviso in otto ministeri.

I posti di quei dipartimenti pubblici erano tutti divisi in quattro ranghi (shitō): kami (長官), suke (次官), jō (判官) e sakan (主典). Questo modello onnipresente sarebbe stato replicato, in modo coerente, anche tra i membri della corte le cui funzioni avevano poco a che fare con quei tipi di poteri e responsabilità che sono convenzionalmente associati al governo, ad esempio:
Musicisti di corte
- Capo dei musicisti di corte (雅楽頭,?, Uta no kami).[4]
- Primo assistente del capo (雅楽助,?, Uta no suke).[4]
- Secondo assistente del capo (雅楽允,?, Uta no jō).[5]
- Assistente supplente del capo (雅楽属,?, Uta no sakan).[5]

Farmacisti di corte
- Capo farmacista di corte (典薬頭,?, Ten'yaku no kami).[6]
- Primo assistente del capo (典薬助?, ,Ten'yaku no suke).[6]
- Secondo assistente del capo (典薬允?, ,Ten'yaku no jō).[6]
- Assistente supplente del capo (典薬属?, ,Ten'yaku no sakan).[6]

### Istituzione del rango di corte
| Rango | Rango               | Grado    | Grado              |
| ----- | ------------------- | -------- | ------------------ |
| 1     | 一位 1°             | 正一位   | shō ichi-i         |
| 2     | 一位 1°             | 従一位   | ju ichi-i          |
| 3     | 二位 2°             | 正二位   | shō ni-i           |
| 4     | 二位 2°             | 従二位   | ju ni-i            |
| 5     | 三位 3°             | 正三位   | shō san-mi         |
| 6     | 三位 3°             | 従三位   | ju san-mi          |
| 7     | 四位 4°             | 正四位上 | shō shi-i no jō    |
| 8     | 四位 4°             | 正四位下 | shō shi-i no ge    |
| 9     | 四位 4°             | 従四位上 | ju shi-i no jo     |
| 10    | 四位 4°             | 従四位下 | ju shi-i no ge     |
| 11    | 五位 5°             | 正五位上 | shō go-i no jō     |
| 12    | 五位 5°             | 正五位下 | shō go-i no ge     |
| 13    | 五位 5°             | 従五位上 | ju go-i no jo      |
| 14    | 五位 5°             | 従五位下 | ju go-i no ge      |
| 15    | 六位 6°             | 正六位上 | shō roku-i no jō   |
| 16    | 六位 6°             | 正六位下 | shō roku-i no ge   |
| 17    | 六位 6°             | 従六位上 | ju roku-i no jō    |
| 18    | 六位 6°             | 従六位下 | ju roku-i no ge    |
| 19    | 七位 7°             | 正七位上 | shō shichi-i no jō |
| 20    | 七位 7°             | 正七位下 | shō shichi-i no ge |
| 21    | 七位 7°             | 従七位上 | ju shichi-i no jō  |
| 22    | 七位 7°             | 従七位下 | ju shichi-i no ge  |
| 23    | 八位 8°             | 正八位上 | shō hachi-i no jō  |
| 24    | 八位 8°             | 正八位下 | shō hachi-i no ge  |
| 25    | 八位 8°             | 従八位上 | ju hachi-i no jō   |
| 26    | 八位 8°             | 従八位下 | ju hachi-i no ge   |
| 27    | 初位 Grado iniziale | 大初位上 | dai so-i no jo     |
| 28    | 初位 Grado iniziale | 大初位下 | dai so-i no ge     |
| 29    | 初位 Grado iniziale | 少初位上 | shō so-i no jō     |
| 30    | 初位 Grado iniziale | 少初位下 | shō così-i no ge   |

Venne introdotto un sistema globale di classificazione per tutti gli impieghi pubblici (官kan, 官職kanshoku) con oltre 30 gradi (位i, 位階ikai ), che regolava rigorosamente a quali posti è possibile accedere in base a un determinato grado. La classifica doveva essere per lo più basata sul merito, ai figli di funzionari pubblici di alto rango veniva comunque concesso un grado minimo. Questa disposizione (蔭位の制on'i no sei) esisteva nella legge Tang, tuttavia sotto il ritsuryo giapponese, per cui era applicata, erano più alti così come i ranghi ottenuti dai bambini.
Il rango più alto nel sistema era il primo (一位ich-i), procedendo verso il basso fino all'ottavo (八位hachi-i), detenuto dagli umili della corte. Al di sotto di questo, esisteva un grado iniziale chiamato so-i (初位), ma offriva pochi diritti. I primi sei ranghi erano considerati la vera aristocrazia (貴ki), ed erano suddivisi in ranghi "senior" (正shō) e "junior" (従ju) (es. terzo grado senior [正三位shō san -mi], secondo grado junior [従二位ju ni-i]). Al di sotto del terzo rango, esisteva un'ulteriore suddivisione tra "superiore" (上jō) e "inferiore" (下ge), consentendo gradi come "quarto grado inferiore junior" (従四位下ju shi-i no ge) o "sesto grado superiore senior" (正六位上shō roku-i no jō). La promozione nei ranghi era spesso un processo burocratico molto graduale e, all'inizio dei Codici, non si poteva avanzare oltre il sesto rango se non per rare eccezioni, causando così un naturale punto di interruzione tra gli aristocratici (quinto rango e superiori [貴族kizoku]) e gli umili (di sesto grado e inferiori [地下jige]).
Inoltre, il reddito sotto forma di koku (石, 1 koku = circa 150 chilogrammi), o staia di riso delle province, veniva aumentato notevolmente con l'avanzare del grado. Il funzionario medio di sesto grado poteva guadagnare 22 koku di riso all'anno, ma il quinto grado riusciva ad avere 225 koku, mentre un funzionario di terzo grado poteva ottenere fino a 6.957 koku all'anno.
Venne istituita la registrazione dei cittadini (戸籍koseki), aggiornata ogni 6 anni, e un libro delle tasse annuale (計帳keichō). Basandosi sul keichō, fu istituito un sistema fiscale chiamato (租庸調So-yō-chō). La tassa veniva riscossa sulle colture di riso ma anche su diversi prodotti locali (ad esempio cotone, sale, tessuti) inviati nella capitale.
Il sistema stabiliva anche una corvée locale a livello provinciale per ordine del kokushi (国司), una corvée nella Capitale (sebbene la corvée nella capitale potesse essere sostituita da merci inviate) e il servizio militare.

### Codice penale
Venne introdotto un codice penale, con cinque livelli di pena (五刑?, gokei).
- Bastonatura (笞?, chi): a seconda della gravità del reato, 10, 20, 30, 40 o 50 colpi di bastone sulle natiche.
- Bastonatura pubblica (杖?, jō): a seconda della gravità del crimine, 60, 70, 80, 90 o 100 colpi sulle natiche, eseguiti in pubblico, utilizzando un bastone leggermente più robusto di quello utilizzato per il chi.
- Reclusione (徒?, zu): a seconda della gravità del reato, reclusione per 1, 1,5, 2, 2,5 o 3 anni.
- Esilio (流 ru) A seconda della gravità del crimine, esilio vicino (近流?, konru), esilio semi distante (中流?, chūru) o esilio distante (遠流?, onru).
- Morte (死?, shi): a seconda della gravità del crimine, morte per impiccagione (絞?, kō) o decapitazione (斬?, zan).

Venivano definiti otto grandi crimini (八虐?, hachigyaku) che erano esenti dall'amnistia. Il codice era basato sui dieci abomini del codice Tang, ma furono rimossi due crimini legati alla vita familiare, discordia familiare e interruzione della famiglia (attraverso incesto, adulterio, ecc.).

### Handen-Shuju
In conformità con i codici legali cinesi, la terra così come i cittadini dovevano essere "proprietà pubblica" (公地公民). Uno dei principali pilastri del Ritsuryō fu l'introduzione del sistema Handen-Shūju (班田収受制), simile al sistema dei campi uguali della Cina. L'Handen-Shūju regolava la proprietà della terra. In base alla registrazione, ogni cittadino sopra i 6 anni aveva diritto a un "campo" (口分田?, kubunden), soggetto a tassazione (circa il 3% delle colture). L'area di ogni campo era di 2 tan (段?)  per gli uomini (circa 0,22 ettari) e due terzi di questo per le donne (tuttavia, le caste Shinuhi e Kenin avevano diritto solo a 1/3 di quest'area). Il campo veniva restituito al paese a seguito della morte. I terreni appartenenti a santuari e templi erano esenti da tassazione. La raccolta e la ridistribuzione dei terreni avveniva ogni 6 anni.

### Caste
La popolazione era divisa in due caste, Ryōmin (良民) (divisa ulteriormente in 4 sottocaste) e Senmin (賤民) (divisa in 5 sottocaste), quest'ultima vicina agli schiavi. I cittadini indossavano abiti di colori diversi a seconda della loro casta.

## Evoluzione dell'applicazione del Ritsuryō
Nel tempo vennero apportate diverse modifiche. Al fine di promuovere la coltivazione, nel 723 fu promulgata una legge che permetteva la proprietà di nuovi seminativi (三世一身の法, Legge Sanze-isshin) per tre generazioni e poi senza limiti nel 743 (墾田永年私財法, Legge Konden Einen Shizai). Ciò portò alla comparsa di grandi terreni privati, i primi shōens.
La rigorosa applicazione del sistema Handen-Shūju decadde nell'VIII e IX secolo. Nel tentativo di mantenere il sistema, il periodo tra ogni raccolta/distribuzione venne esteso a 12 anni sotto l'imperatore Kanmu. All'inizio del periodo Heian, il sistema non veniva quasi più applicato. L'ultima raccolta/distribuzione avvenne tra il 902 e il 903.
Il sistema delle caste era applicato sempre meno rigorosamente. Alcuni Ryōmin avrebbero sposato Senmin per evitare la tassazione e i bambini Senmin/Ryōmin sarebbero diventati Ryōmin. Alla fine del IX secolo/inizio del X, il sistema delle caste era praticamente privo di sostanza.
Gli alti ranghi ereditari per gli incarichi pubblici portarono al monopolio dell'occupazione degli incarichi più importanti da parte di un numero limitato di famiglie, a tutti gli effetti una nobiltà, tra cui il clan Fujiwara, il clan Minamoto, il clan Taira e il clan Tachibana.